# EUREKA
EUREKA (англ. European Research Coordination Agency) — европейское агентство координации исследований. Совместная программа европейских стран в области научных исследований и опытно-конструкторских разработок.
Программа была создана с целью сокращения и ликвидации отставания западноевропейских стран от США и Японии в научно-технической сфере.

## История
«Эврика» была основана «Парижской Декларацией» 17 июля 1985, и её принципы утверждены на более поздней Ганноверской Декларации, подписанной Министрами 6 ноября 1985 года.
«Эврика» имеет 41 полноправного члена, включая Европейский союз, представленный Европейской комиссией. Среди этих 41 участников все — 28 государств-членов ЕС. Последним государством-членом ЕС, которое присоединилось к «Эврика», была Болгария (2010).
Российская Федерация вошла в состав «Эврика» в 1993. По данным на май 2009 года Российскую Федерацию в «Эврика» представляют 98 организаций.
Российская Федерация объявила о выходе из состава проекта «Эврика» 15 марта 2023.

## Направления деятельности
«Эврика» не принимает участия в военных исследованиях.
Основной документ — Хартия программы «Эврика». Она определяет цели, организационные принципы и основные направления сотрудничества стран-участниц программы.
- inf — информационные технологии;
- com — телекоммуникации и связь;
- ene — энергетика;
- bio — медицина и биотехнологии;
- tra — транспортные технологии;
- mat — перспективные материалы;
- rob — робототехника и промышленная автоматизация;
- las — лазерная техника;
- env — окружающая среда.

## Членство

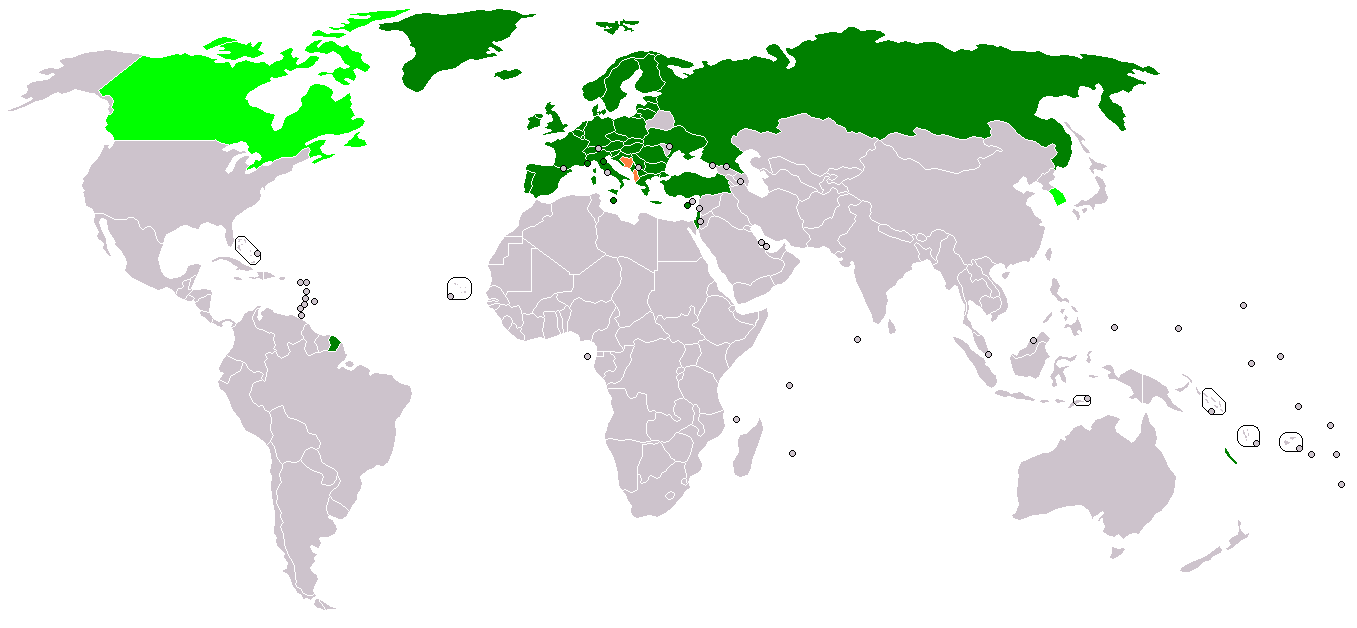
Страна-участник
Страна-наблюдатель
NIP

| Страна-участник    | Регистрация | Выход |
| ------------------ | ----------- | ----- |
| Австрия            | 1985        |       |
| Бельгия            | 1985        |       |
| Болгария           | 2010        |       |
| Хорватия           | 2000        |       |
| Кипр               | 2002        |       |
| Чехия              | 1995        |       |
| Дания              | 1985        |       |
| Эстония            | 2001        |       |
| Финляндия          | 1985        |       |
| Франция            | 1985        |       |
| Германия           | 1985        |       |
| Греция             | 1985        |       |
| Венгрия            | 1992        |       |
| Исландия           | 1986        |       |
| Ирландия           | 1985        |       |
| Израиль            | 2000        |       |
| Италия             | 1985        |       |
| Латвия             | 2000        |       |
| Литва              | 1999        |       |
| Люксембург         | 1985        |       |
| Северная Македония | 2008        |       |
| Мальта             | 2006        |       |
| Монако             | 2005        |       |
| Черногория         | 2012        |       |
| Нидерланды         | 1985        |       |
| Норвегия           | 1985        |       |
| Польша             | 1995        |       |
| Португалия         | 1985        |       |
| Румыния            | 1997        |       |
| Россия             | 1993        | 2023  |
| Сан-Марино         | 2005        |       |
| Сербия             | 2002        |       |
| Словакия           | 2001        |       |
| Словения           | 1994        |       |
| Испания            | 1985        |       |
| Швейцария          | 1985        |       |
| Швеция             | 1985        |       |
| Турция             | 1985        |       |
| Украина            | 2006        |       |
| Великобритания     | 1985        |       |
| Европейский союз   | 1985        |       |

| Страна-наблюдатель | Регистрация |
| ------------------ | ----------- |
| Республика Корея   | 2009        |
| Канада             | 2012        |

## Наиболее известные проекты
- E95! Проект HDTV, ставший мировым стандартом телевидения высокой четкости. Стоимость проекта — 730 миллионов евро.
- E147! Проект, разработки которого были использованы как основа стандарта MPEG-1 Layer II (MP2) и в DAB (Digital Audio Broadcast), и ASPEC (Adaptive Spectral Perceptual Entropy Coding), который был использован в модифицированном виде в стандарте MP3 и др. Стоимость проекта — 93 миллиона евро.
- E45! PROMETHEUS — проект разработки более безопасных транспортных средств с бюджетом 745 миллионов евро.
- E127! JESSI (Joint European Submicron Silicon) проект, преследующий цель создания микрочипов современного мирового уровня. Бюджет — 3,8 миллиарда евро.
- E2551! проект интеграции Система автоматизированного проектирования/CAD/CAM-систем, часть средств пошла на Vero Software Plc. Бюджет проекта — 6,1 миллион евро.
- E3674! Information Technology for European Advancement (ITEA2), цель проекта — установка лидерства Европы в разработке индустриальных программных комплексов. Проекты ITEA2 включают в себя WellCom, OSAMI-E and Easy Interactions.